# Jezioro Cechyńskie Małe
Jezioro Cechyńskie Małe (kaszb. Jezoro Môłé Cechińsczé) – wytopiskowe jezioro lobeliowe położone na Pojezierzu Bytowskim (powiat bytowski, województwo pomorskie). Powierzchnia jeziora wynosi 47,47 ha.  Łączy się ono z sąsiednim jeziorem Cechyńskim Wielkim strumieniem, który wypływa z Cechyńskiego Wielkiego, przepływa przez Cechyńskie Małe i dalej płynie do jeziora Głęboczko. Przy wypływie strumienia z Jeziora Cechyńskiego Małego widoczne są ślady piętrzącego urządzenia hydrotechnicznego.
Obszar jeziora wraz z fragmentem otaczających je łąk i lasów objęty jest wodnym rezerwatem przyrody „Jezioro Cechyńskie Małe”. Powierzchnia rezerwatu wynosi 56,17 ha, jego otulina zajmuje 188,9 ha.
Obszar jeziora jest udostępniony dla celów edukacyjnych i turystycznych (punkt edukacyjny we wschodniej części jeziora) oraz dla rybactwa (na zasadach określonych przepisami), zabroniona jest natomiast kąpiel.
W jeziorze występują liczne populacje roślin takich jak: lobelia jeziorna, poryblin jeziorny, brzeżyca jednokwiatowa, stwierdzono też występowanie elismy wodnej. Występują tu też populacje cennych zwierząt bezkręgowych i kręgowych, m.in. sielawy.
Nad zachodnim brzegiem jeziora znajduje się mała osada Cechyny.